# Grand Prix Elsy Jacobs
Grand Prix Elsy Jacobs også kendt som Festival Luxembourgeois du cyclisme féminin Elsy Jacobs er et internationalt cykelløb for kvinder i landevejscykling. Løbet arrangeres hver år i Garnich, Luxembourg. Siden 2008 har løbet været en del af kvindernes UCI kalender. Mellem 2009 og 2011 blev løbet af UCI klassificeret som et kategori 1.1 løb, og siden 2012 har det været klassificeret som et kategori 2.1 etapeløb.
Løbet er opkaldt efter Elsy Jacobs, som var den første vinder af linjeløbet ved VM i landevejscykling for kvinder, som fandt sted i Reims, Frankrig i 1958 og som var indehaver af timerekorden fra 1958 til 1972.

## Vindere
| År   | Vinder               | Toer                 | Treer                     |        |
| ---- | -------------------- | -------------------- | ------------------------- | ------ |
| 2008 | Monia Baccaille      | Nathalie Lamborelle  | Marina Romoli             |        |
| 2009 | Swetlana Bubnenkowa  | Grace Verbeke        | Iris Slappendel           |        |
| 2010 | Emma Pooley          | Monia Baccaille      | Andrea Bosman             |        |
| 2011 | Marianne Vos         | Judith Arndt         | Emma Johansson            |        |
| 2012 | Marianne Vos         | Annemiek van Vleuten | Adrie Visser              |        |
| 2013 | Marianne Vos         | Giorgia Bronzini     | Emma Johansson            |        |
| 2014 | Anna van der Breggen | Marianne Vos         | Shelley Olds              |        |
| 2015 | Anna van der Breggen | Annemiek van Vleuten | Lucinda Brand             |        |
| 2016 | Katarzyna Niewiadoma | Katrin Garfoot       | Anna van der Breggen      |        |
| 2017 | Christine Majerus    | Eugenia Bujak        | Ashleigh Moolman-Pasio    |        |
| 2018 | Letizia Paternoster  | Christine Majerus    | Alexis Ryan               |        |
| 2019 | Lisa Brennauer       | Demi Vollering       | Elizabeth Banks           |        |
| 2020 | aflyst               | aflyst               | aflyst                    | aflyst |
| 2021 | Emma Norsgaard       | Leah Kirchmann       | Maria Giulia Confalonieri |        |
| 2022 | Marta Bastianelli    | Veronica Ewers       | Silvia Persico            |        |
| 2023 | Ally Wollaston       | Marta Bastianelli    | Anouska Koster            |        |